# Athletic Association of Thailand
L'Athletic Association of Thailand (en thaï, สมาคมกรีฑาแห่งประเทศไทย ในพระบรมราชูปถัมภ์) est la fédération d'athlétisme de Thaïlande, organisation patronnée par le roi de ce pays.
Son siège est situé au sein du Thammasat University Sport Complex, Campus de Rangsit, Chiangrak Rd., Khlong Luang, Pathum-Thani. Fondée en 1948, elle est affiliée à l'IAAF depuis 1952.